# ساحل أفتيسات-بوجدور
ساحل أفتيسات-بوجدور هو أحد مواقع رامسار في المغرب، يمتد على طول 50 كيلومتر من ساحل الصحراء الغربية جنوب بوجدور. ويضم قرية الصيد أفتيسات.

## الموقع
يقع ساحل أفتيسات-بوجدور بجماعة الجريفية في إقليم بوجدور، وتبلغ مساحة الموقع المحمي 117 كيلومتر مربع، ويمتد على طول ساحل المحيط الأطلسي لمسافة 50 كيلومتر. تم تخصيص الموقع في 2019. تعتبر الأراضي الرطبة في الموقع منطقة استراحة لأنواع من الطيور البحرية المهاجرة والجواثم، وتعد المنطقة الجافة موطنًا أصليًا لبعض الأنواع مثل وزغ Saurodactylus brosseti.